# Projet Sunshine
Le Projet Sunshine (Sunshine Project) est une organisation non gouvernementale qui s'est fixé pour objectif de faire respecter les interdictions en matière de guerre biologique, et en particulier d'éviter les abus de la biotechnologie à usage militaire.
L'organisation dispose de bureaux à Austin, Texas (EU) et à Hambourg (Allemagne). Elle travaille en dénonçant les recherches sur les armes biologiques et chimiques. Elle accède à des documents sous couvert du Freedom of Information Act ou provenant de sources librement accessibles ; elle publie des rapports et encourage les actions visant à réduire les risques de guerre biologique.
Elle surveille la construction de laboratoires à haut degré de confinement et les activités dual-use (c'est-à-dire à la fois offensives et défensives) du programme de défense américain contre une attaque biologique.
Elle s'intéresse aussi de près aux recherches et au développement financés par le gouvernement des États-Unis. dans le domaine des armes non létales, telles que le produit chimique utilisé par les autorités russes pour mettre fin à la prise d'otages dans un théâtre de Moscou en 2002.
Le Project Sunshine est également actif dans les réunions de la Convention sur l'interdiction des armes biologiques, le principal traité interdisant l'utilisation de l'arme biologique.